# Matlacha Isles-Matlacha Shores
Matlacha Isles-Matlacha Shores ist ein census-designated place (CDP) im Lee County im US-Bundesstaat Florida. Das U.S. Census Bureau hat bei der Volkszählung 2020 eine Einwohnerzahl von 227 ermittelt.

## Geographie
Matlacha Isles-Matlacha Shores liegt am Golf von Mexiko und grenzt direkt an die Stadt Cape Coral. Der CDP liegt rund 21 km westlich von Fort Myers. Tampa liegt etwa 190 km und Miami 250 km entfernt.

## Demographische Daten
Laut der Volkszählung 2010 verteilten sich die damaligen 229 Einwohner auf 177 Haushalte. Die Bevölkerungsdichte lag bei 381,7 Einw./km². 98,3 % der Bevölkerung bezeichneten sich als Weiße, 0,4 % als Indianer und 3,1 % als Asian Americans. 3,5 % der Bevölkerung bestand aus Hispanics oder Latinos.
Im Jahr 2010 lebten in 6,6 % aller Haushalte Kinder unter 18 Jahren sowie 55,7 % aller Haushalte Personen mit mindestens 65 Jahren. 59,7 % der Haushalte waren Familienhaushalte (bestehend aus verheirateten Paaren mit oder ohne Nachkommen bzw. einem Elternteil mit Nachkomme). Die durchschnittliche Größe eines Haushalts lag bei 1,88 Personen und die durchschnittliche Familiengröße bei 2,34 Personen.
6,9 % der Bevölkerung waren jünger als 20 Jahre, 8,3 % waren 20 bis 39 Jahre alt, 31,0 % waren 40 bis 59 Jahre alt und 53,7 % waren mindestens 60 Jahre alt. Das mittlere Alter betrug 62 Jahre. 51,5 % der Bevölkerung waren männlich und 48,5 % weiblich.
Das durchschnittliche Jahreseinkommen lag bei 69.519 $, dabei lebte niemand unter der Armutsgrenze.
Im Jahr 2000 war Englisch die Muttersprache von 100 % der Bevölkerung.